# HŠK Zemun
HŠK Zemun je bio nogometni klub iz Zemuna (Srbija), oko kojeg su se okupljali Hrvati. 
Osnovan je prije drugog svjetskog rata.
Kako je Zemun bio u sastavu NDH, klub je sudjelovao u nogometnom prvenstvu NDH, a nakon drugog svjetskog rata, ta je činjenica bila razlog komunističkim vlastima za zabranu daljnjeg rada kluba.
U prvenstvu 1943. godine bili su prvaci Zemuna. U drugom krugu su igrali u skupini s "Borovom", gdje su bili opet prvi. U trećem krugu, u četvrtzavršnici doigravanja, ispali su od zagrebačkog "HAŠK-a".